# Мискет сунгурларски
Мискет сунгурларски е бял хибриден винен сорт грозде. Селектиран е в България чрез кръстосването на сортовете Мискет червен и Совиньон блан във ВСИ „Г. Димитров“, град София.
Среднокъсен сорт, устойчив на заболявания на нивото на родителските сортове.
Гроздът е средно голям (270 г.), коничен, плътен. Зърната са средно едри (2,8 г.), овални. Кожицата е средно дебела, розова до червена. Консистенцията е сочна, с хармоничен вкус и силен мискетов аромат.
Гроздето е с 20 – 22 % захарност, с висока киселинност 7 – 8 г/л. От него се приготвят висококачествени бели мискетови вина.